# Kompsoscypha waterstonii
Kompsoscypha waterstonii är en svampart som först beskrevs av Seaver, och fick sitt nu gällande namn av Pfister 1989. Kompsoscypha waterstonii ingår i släktet Kompsoscypha och familjen Sarcoscyphaceae.   Inga underarter finns listade i Catalogue of Life.